# Ludolf Parisius (Geistlicher)
Ludolf Parisius (vollständiger Name Karl Johann Ludolf Parisius; geboren 12. Oktober 1852 in Leer in Ostfriesland; gestorben 10. April 1940 in Osterode am Harz) war ein deutscher evangelischer Pastor und Dichter. Als Zeichner schuf er Anfang der 1870er Jahre nach eigenen Motiven eine Serie von Glückwunsch- und Genrebildern für vollflächige Ansichtskarten, als deren Erfinder er galt – neben August Schwartz.

## Leben

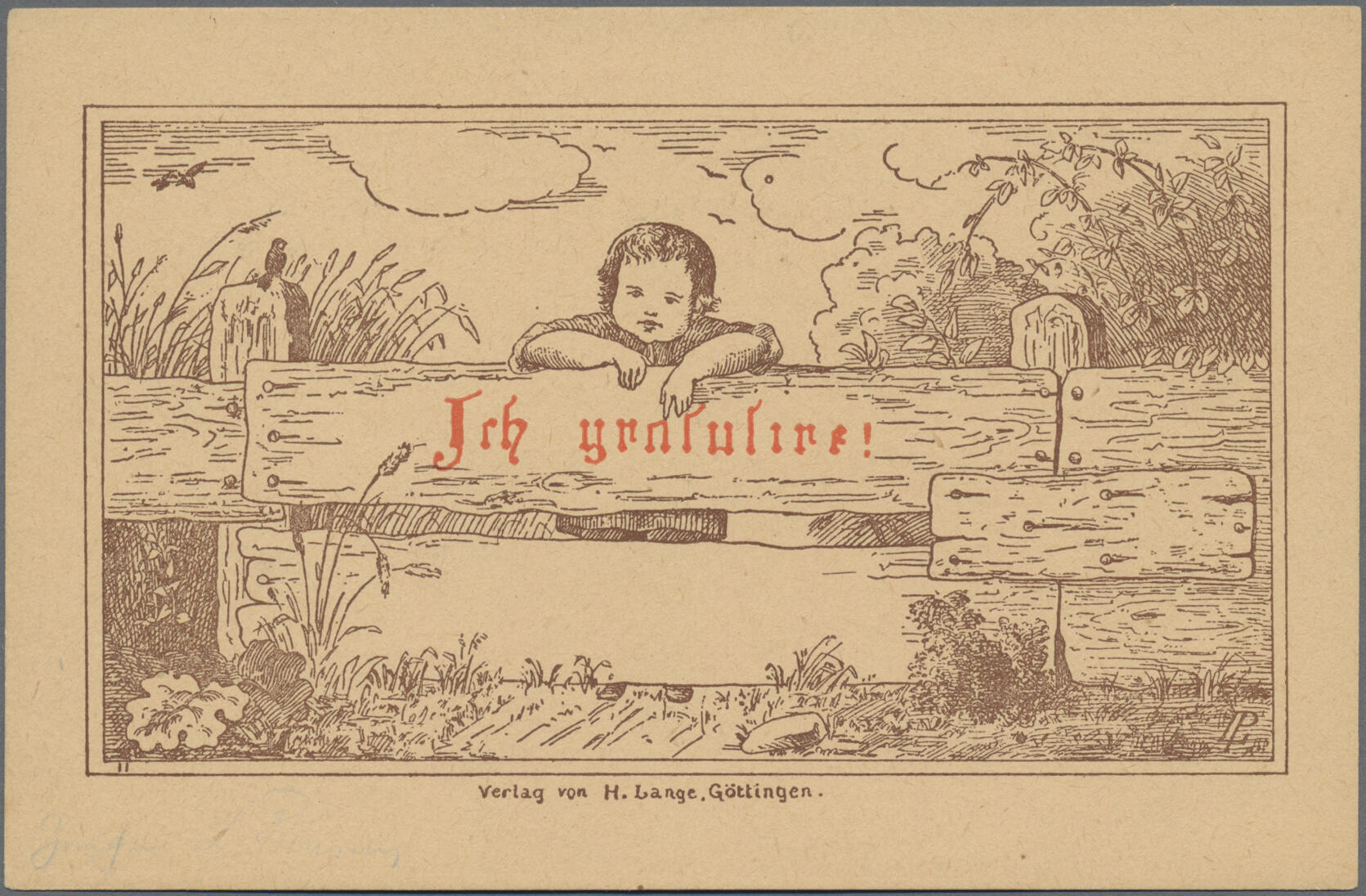
Ab 1872 im Verlag H. Lange erschienene Genrekarte Nr. 11 „Ich gratulire ...“

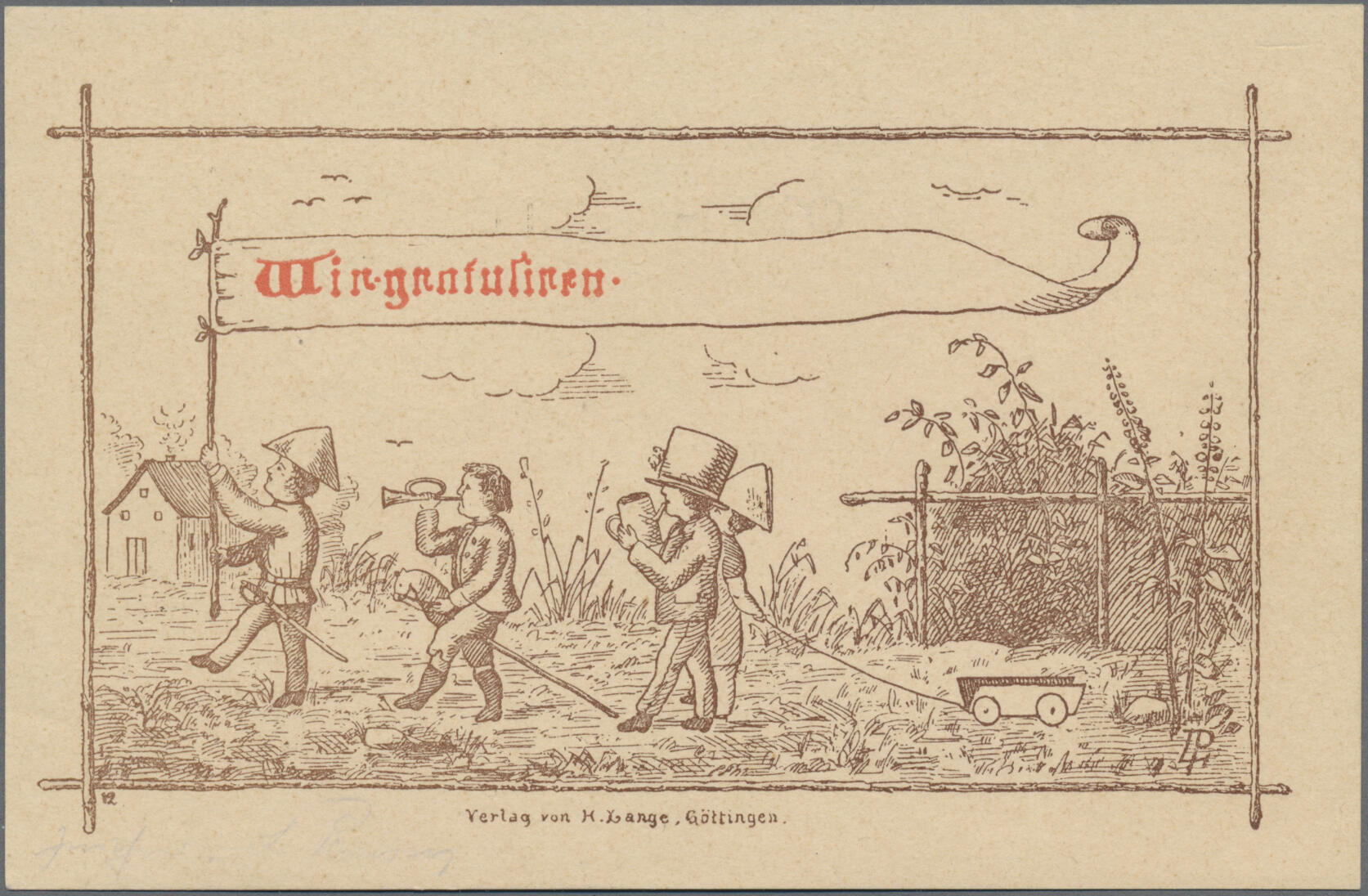
Nr. 12: „Wir gratuliren ...“

Ludolf Parisius begann im Alter von 19 Jahren in Göttingen ein Studium der Theologie an der Georg-August-Universität. Da er während seines Studiums auf Wunsch seines Vaters immer wieder schriftliche Glückwünsche an verschiedene Verwandte senden sollte, kam er 1871 auf die Idee, auf der Schreibseite der kurz zuvor von dem Geheimen Postrat Heinrich Stephan zunächst im Norddeutschen Bund eingeführten „Postblätter“  oder Correspondenzkarten ein vollflächiges, sogenanntes Genrebild mit dem Spruch „Ich gratulire auch!“ zu zeichnen. Im Büro seines Vaters schlug ihm ein anwesender Ingenieur vor, seine Motive an eine Kunsthandlung zum Druck zu verkaufen. Nach ersten, ungedruckten Unikaten schuf Parisius bald darauf während „einer kleinen Reise“ etwa ein Dutzend verschiedener Ansichtskarten, die er mit dem eigenen Hektografen vervielfältigte und dann dem ihm bekannten, ebenfalls noch jungen und unerfahrenen Göttinger Papierhändler Heinrich Lange übersandte mit der Frage um geschäftliche Verwertungsmöglichkeit. In der Folge brachte Parisius gemeinsam mit Lange ab 1872 Bildpostkarten mit Genrebildern und gezeichneten (und vervielfältigten) Göttinger Ansichten heraus, die ab etwa der Mitte der 1870er Jahre mit jeweils drei Motiven zu einer Serie zusammengefasst wurden und über den Verlag H. Lange in den Handel kamen. Parisius hatte so während seiner Göttinger Studienzeit „eine angenehme Nebeneinnahme“, verfolgte das Geschäft dann jedoch nicht weiter.
Nach einer mehrjährigen Vorbereitungszeit für sein kirchliches Amt wurde Parisius 1881 die Pfarrstelle der Kirchengemeinde von St. Jürgen bei Bremen übertragen. Dort führte er ein einfaches Leben, ähnlich wie die in dem niedrigen, von Sturmfluten bedrohten Marschenland vor Ort tätigen Schiffer, Fischer, Jäger und Bauern seiner Gemeinde. Ihnen predigte er in plattdeutscher Sprache.
1892 wechselte Parisius nach Eisdorf im Harzvorland, wo er dann 32 Jahre als Pfarrer wirkte. Seinen Ruhestand verbrachte er ab 1924 in Osterode, wo er zum 1. Februar 1931 in die NSDAP eintrat (Mitgliedsnummer 447.005) und im Jahr der Machtergreifung 1933 durch die Nationalsozialisten mehrfach als Partei-Redner auftrat.

## Archivalien
Archivalien von und über Ludolf Parisius finden sich beispielsweise
- im Niedersächsischen Landesarchiv (Abteilung Hannover) in der Zeitungsausschnittsammlung des Niedersächsischen Landesverwaltungsamtes für die Laufzeit 1941 bis 1955 unter dem Titel Personen: Erfinder (alphabetisch, mit Angabe der Erfindung), Archivsignatur NLA HA ZGS 2/1 Nr. 246[9]